# Muereasca
Muereasca è un comune della Romania di 2 713 abitanti, ubicato nel distretto di Vâlcea, nella regione storica dell'Oltenia. 
Il comune è formato dall'unione di 7 villaggi: Andreești, Frâncești-Coasta, Găvănești, Hotarele, Muereasca De Sus, Pripoara-Grui, Suta.